# Архангельское сельское поселение (Кировская область)
Архангельское сельское поселение  — упразднённое муниципальное образование в составе Немского района Кировской области России.
Центр — село Архангельское.

## История
Архангельское сельское поселение образовано 1 января 2006 года согласно Закону Кировской области от 07.12.2004 № 284-ЗО.
Законом Кировской области от 5 июля 2011 года № 18-ЗО в состав поселения включены все населённые места упразднённых Васильевского, Городищенского и Соколовского сельских поселений.
К 2021 году упразднено в связи с преобразованием муниципального района в муниципальный округ.

## Население
| 2010  | 2012  | 2013  | 2014  | 2015  | 2016  | 2017  |
| ----- | ----- | ----- | ----- | ----- | ----- | ----- |
| 1298  | ↗2364 | ↘2298 | ↘2235 | ↘2230 | ↘2167 | ↘2126 |
| 2018  | 2019  | 2020  | 2021  |       |       |       |
| ↘2051 | ↘1959 | ↘1908 | ↘1845 |       |       |       |

## Состав
В поселение входят 14 населённых пунктов (население, 2010):
| - село Архангельское — 1082 чел.; - деревня Кривая Дуброва — 0 чел.; - деревня Маслова Дуброва — 0 чел.; - деревня Черезы — 193 чел.; - деревня Шипишник — 23 чел.; - село Васильевское — 392 чел.; - деревня Сосновица — 55 чел.; - деревня Сысоево — 25 чел.; - деревня Городище — 312 чел.; | - деревня Жгули — 0 чел.; - деревня Ключи — 8 чел.; - деревня Кукмары — 1 чел.; - деревня Слудка — 99 чел.; - село Соколово — 255 чел.; - деревня Барановщина — 17 чел.; - деревня Дымково — 0 чел.; - деревня Печище — 5 чел.; - деревня Талик — 3 чел. |